# Buttisholz
Buttisholz – miejscowość i gmina w środkowej Szwajcarii, w kantonie Lucerna, w okręgu Sursee. Leży nad jeziorem Soppensee.

## Demografia
W Buttisholz mieszka 3 338 osób. W 2021 roku 11,7% populacji gminy stanowiły osoby urodzone poza Szwajcarią. 

## Transport
Przez teren gminy przebiega droga główna nr 362. 